# Maximiliano Freitas
Maximiliano Freitas, vollständiger Name Gerardo Maximiliano Freitas Talpamiz, (* 4. März 1991 in Banfield oder Montevideo) ist ein uruguayischer Fußballspieler.

## Karriere
Maximiliano Freitas stand zu Beginn seiner Karriere von 2009 bis Mitte 2010 in Reihen der Reservemannschaft (Formativas) von Defensor Sporting. In den Spielzeiten 2010/11 und 2011/12 war er auf Leihbasis für den Zweitligisten Juventud aktiv. Beim Klub aus Las Piedras bestritt er saisonübergreifend 27 Spiele in der Segunda División und schoss zwei Tore. Anschließend kehrte er zunächst für rund zwei Monate zu Defensor zurück. Anfang Oktober 2012 verpflichtete ihn Plaza Colonia. In den beiden Zweitligasaisons 2013/14 und 2014/15 wurde er dort in 49 Ligapartien eingesetzt und erzielte 20 Treffer. Im Juli 2015 wechselte er leihweise zu den Argentinos Juniors und absolvierte drei Erstligabegegnungen (kein Tor) für die Argentinier. Zum Jahresbeginn 2016 schloss er sich Deportivo Armenio an. Bereits Ende Februar 2016 wurde er an die Rampla Juniors verliehen und lief bei den Montevideanern in zehn Zweitligaspielen der Clausura 2016. Ab Juli 2016 setzte er im Rahmen einer weiteren Ausleihe seine Karriere in Bolivien bei Oriente Petrolero fort. Bislang (Stand: 15. Juli 2017) lief er beim Klub aus Santa Cruz de la Sierra in 38 Erstligaspielen auf und traf zehnmal ins gegnerische Tor. Zudem erzielte er vier Treffer in drei Begegnungen der Copa Sudamericana 2017. Zwischen 2019 und 2025 war er in sieben verschiedenen Vereinen als Spieler aktiv, unter anderem für Alianza und CONMEBOL. Seit dem 1. Januar 2025 ist Freitas vereinslos als Spielerberater bei Fetama Sports Management tätig.

## Erfolge
- Salvadorianischer Meister: 2020-A